# Ceratinopsis sinuata
Ceratinopsis sinuata är en spindelart som beskrevs av Robert Bosmans 1988. Ceratinopsis sinuata ingår i släktet Ceratinopsis och familjen täckvävarspindlar.
Artens utbredningsområde är Kamerun. Inga underarter finns listade i Catalogue of Life.